# 古田哲弘
古田 哲弘（ふるた てつひろ、1977年9月16日 - ）は、日本の陸上競技選手。専門は中・長距離走。陸上日本代表。1996年世界ジュニア陸上競技選手権大会10000m銅メダリスト。

## 経歴
磐田郡竜洋中学（現磐田市立竜洋中学）出身。静岡県立浜松商業高等学校、山梨学院大学出身。
1994年の第45回全国高校駅伝では2年生ながら最長区間である花の1区を務め、ダニエル・ジェンガに次ぐ区間2位（日本人トップ）の好走。翌1995年の第46回全国高校駅伝でも2年連続の1区を務め、ジュリアス・ギタヒに次ぐ区間2位（日本人トップ）で、29分15秒のタイムをマーク。これは2003年に上野裕一郎（佐久長聖高等学校）が28分54秒を記録するまで、日本人選手区間最高記録であった。
大学1年次は関東インカレ10000m優勝・5000m2位、1996年世界ジュニア選手権では10000m3位・5000m4位と大活躍し、怪物くんと呼ばれた。第73回箱根駅伝では8区で1時間04分05秒の区間新記録を樹立した。この記録は第95回大会で小松陽平（東海大）が塗り替えるまで22年間破られることはなく、箱根駅伝の歴史の中でも最も長く残った区間記録であった。
2年次の第74回箱根駅伝は2区を予定していたが故障により欠場。3年次の第30回全日本大学駅伝では8区区間2位と結果を残したが第75回箱根駅伝では2区でまさかの大ブレーキを喫する。
4年次の第11回出雲駅伝2区で区間賞、第31回全日本大学駅伝2区でも区間賞を獲得した。第76回箱根駅伝2区では一時14位から7位まで順位を押し上げるも、終盤に失速し4人抜き（区間5位）に終わる。
山梨学院大学卒業後、日清食品に入社したが2年で退社している。

## 記録
- 5000m - 13分46秒59
- 10000m - 28分31秒61

## 関連人物
- 山本佑樹